# Heinrich Brüning
Dr.  Heinrich Brüning (?·pàg.) (26 de novembre de 1885 – 30 de març de 1970) fou un polític alemany.
Va néixer a Münster, Westfàlia, va estudiar història, dret i economia nacional a diverses universitats alemanyes i a la London School of Economics. Més tard va servir com artiller de metralladores durant la Primera Guerra Mundial, on va rebre el rang d'oficial. El 1925 va ser escollit per al Reichstag, el Parlament alemany, en el qual va representar Breslau. El 1929 va passar a encapçalar el Partit de Centre (Z), també dit Partit de Centre Catòlic, formant part de la seva ala dreta.
Reconegut per la seva perspicàcia financera, fou nomenat Canceller d'Alemanya el 29 de març de 1930, després de l'enfonsament del govern de coalició social demòcrata de Hermann Müller, en un esforç de posar remei a la crisi econòmica causada per la Gran Depressió. No obstant això, abans d'un mes de mandat, el seu remei per a aquella situació caòtica - augment d'impostos i retallades severes de pressupostos – van ser rebutjats pel Reichstag i no es van implementar fins a l'estiu, quan el President Paul von Hindenburg va començar a governar per decret, basant-se en l'article 48 de la constitució de Weimar, prescindint del parlament. Les mesures van ser infructuoses.
Després de fracassar en les negociacions sobre el rearmament i la prohibició de les organitzacions paramilitars nazis, el President, aconsellat pel general Kurt von Schleicher va substituir Brüning (30 de maig de 1932) per un altre membre de la mateixa ala dreta del seu partit, Franz von Papen, abans que Adolf Hitler fos nomenat canceller, el 30 de gener de 1933.
Brüning va abandonar Alemanya el 1934 per a escapar de les purgues polítiques de Hitler. Es va instal·lar al Regne Unit i més tard als Estats Units, on va fer classes a la Universitat Harvard d'Administració d'Empreses (Harvard University's School of Business Administration). Va tornar a Alemanya el 1952 i no podent continuar amb la seva carrera política, va tornar als Estats Units, on va morir el 1970. En el seu exili va escriure "Memòries 1918 – 1934"

## Primer Govern de Brüning, Març de 1930 - Octubre de 1931
- Heinrich Brüning (Z) - Canceller
- Hermann Dietrich (DDP) - Vice Canceller i Ministre d'Economia
- Julius Curtius (DVP) - Ministre d'Afers exteriors
- Joseph Wirth (Z) - Ministre de l'Interior
- Paul Moldenhauer (DVP) - Ministre de Finances
- Adam Stegerwald (Z) - Ministre de Treball
- Johann Viktor Bredt (Economy Party) - Ministre de Justícia)
- Wilhelm Groener - Ministre de Defensa
- Georg Schätzel (BVP) - Ministre de Correus
- Theodor von Guérard (Z) - Ministre de Transport
- Martin Schiele (DNVP) - Ministre d'Alimentació
- Gottfried Treviranus (Partit Conservador del Poble) - Ministre de Areas Ocupades '

Canvis'
- 3 de maig de 1930 - Bredt dimiteix com a ministre de Justícia. És succeït pel ministre suplent, Curt Joël.
- 26 de juny de 1930 - Dietrich succeir Moldenhauer com a Ministre de Finances. Dietrich és succeït com a Ministre d'Economia pel ministre suplent Ernst Trendelenburg.
- 1 d'octubre de 1930 – Amb l'evacuació de Renània pels aliats, Treviranus es va convertir en Ministre sense cartera.

## Segon Gabinet de Brüning, Octubre de 1931 - Maig de 1932
- Heinrich Brüning (Z) – Canceller i Ministre d'Afers exteriors
- Hermann Dietrich (DSP) - Vice Canceller i Ministre de Finances
- Wilhelm Groener - Ministre de l'Interior i Ministre de Defensa
- Hermann Warmbold - Ministre d'Economia
- Adam Stegerwald (Z) - Ministre de Treball
- Curt Joël - Ministre de Justícia
- George Schätzel (BVP) - Ministre de Correus
- Gottfried Treviranus (Partit Conservador del Poble) - Ministre de Transport
- Martin Schiele (Partit de l'Estat Cristià del Poble) - Ministre d'Agricultura

Canvis
- 6 de maig de 1932 - Warmbold dimiteix com a Ministre d'Economia i és succeït pel ministre suplent Ernst Trendelenburg